# Erm

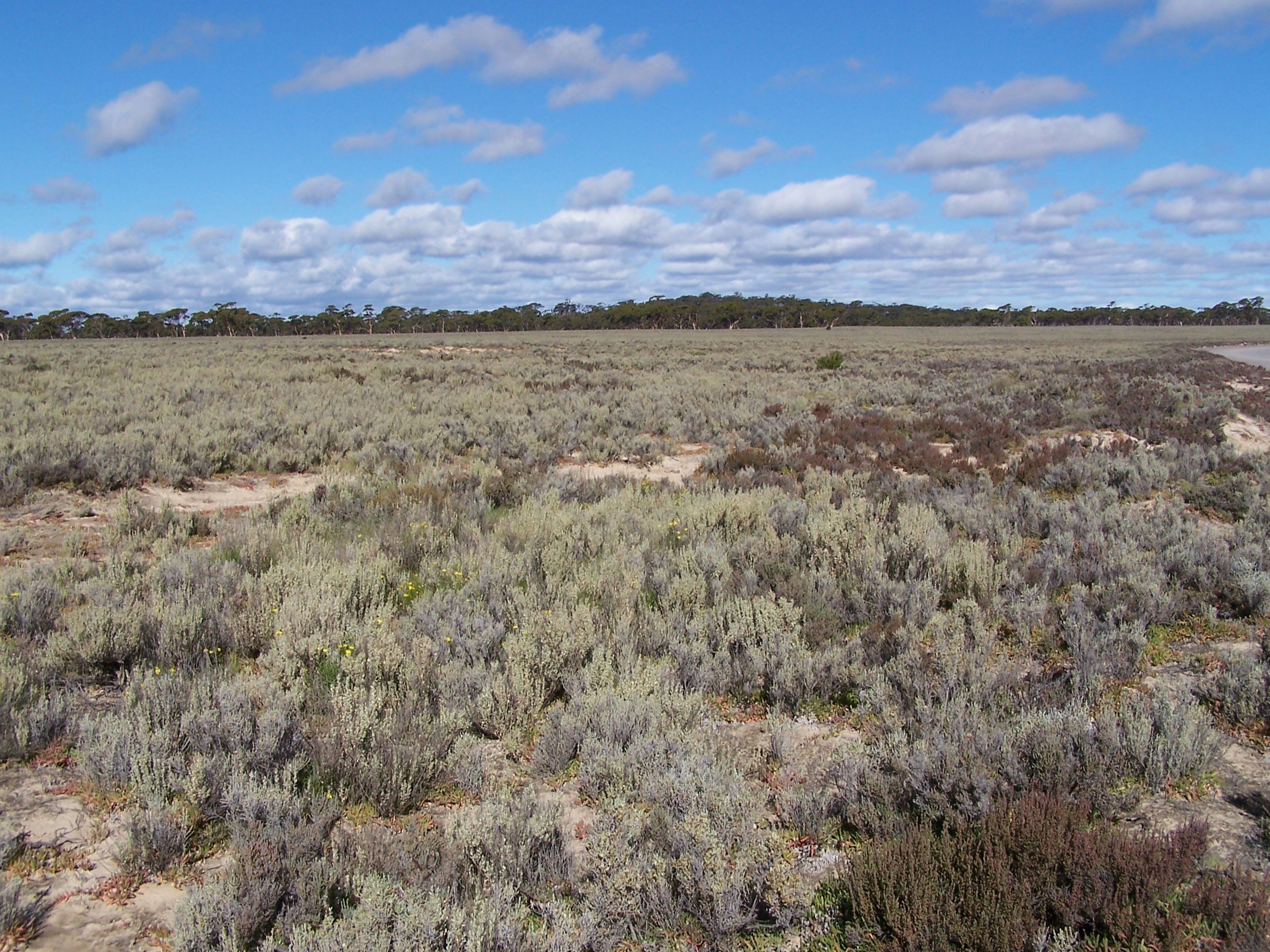
Erm a la zona de Lake Johnston, Austràlia.

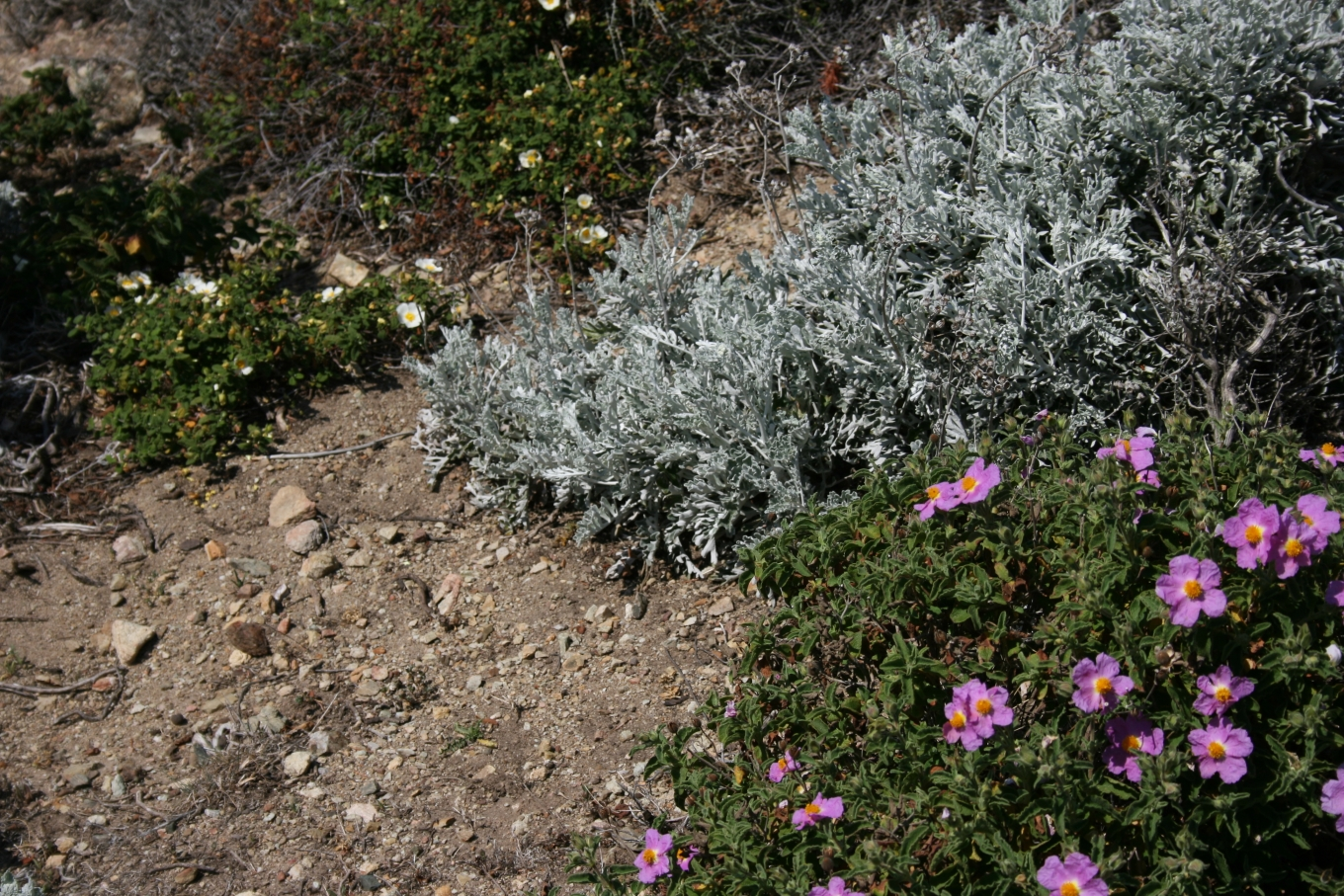
Malgrat la seva aridesa, als erms hi ha sovint flora que constitueix un hàbitat ideal per certes espècies.

Un erm (ermot quan és petit i ermàs quan és gran) és terra sense cultivar, un camp abandonat o un lloc semidesert i àrid amb vegetació esclarissada. En molts llocs s'utilitza aquesta paraula per referir-se a qualsevol terra en estat natural de vegetació baixa, sigui una zona de garrigar o matolls, brolla, mates d'herba o desert.
Normalment els camps erms s'han deixat sense conrear a causa de certes dificultats difícils de resoldre. Entre aquestes cal mencionar l'excessiva distància als punts habitats més pròxims, la manca d'aigua, la infertilitat o l'abundancia de roques. Per això la vegetació a molts erms és herbàcia o baixa, pobra i esclarissada o de petites mates separades per extensions de terra nua.

## Altres tipus d'erms
- En els llocs de conreu extensiu talvolta un camp es pot deixar erm (ermar) per un període més o menys llarg perquè la terra es recuperi.

- Un erm d'alta muntanya és un terreny amb prats, tarteres[1] i afloraments rocosos per damunt dels 2000 metres.[2]

- Alguns erms són resultat de l'activitat humana. Per exemple males pràctiques agrícoles que han fet que s'hagin erosionat les parts fèrtils del terreny o a causa del ramat fent pasturatge excessiu en una determinada zona. Altres erms són el resultat la contaminació directa del sòl amb productes químics o deixalles contaminants.

- Un erm urbà o industrial és una parce·la o terreny en un medi urbà o en una zona industrial que ha estat abandonat com a resultat de la demolició o l'abandonament d'una construcció d'ús previ. Sovint aquest tipus d'erm és colonitzat gradualment per plantes ruderals, com l'olivarda, les lletereses i el xenixell.

## Importància ecològica
En les zones costaneres del mediterrani al País Valencià, les Illes Balears i Catalunya, molts erms han desaparegut durant la darrera meitat del segle XX degut a la urbanització excessiva. Entre les causes principals hom pot mencionar la proliferació de zones industrials, urbanitzacions, abocadors d'escombraries, autopistes, camps de golf, centres comercials i aparcaments.
Sovint menyspreats com a terrenys inútils i improductius, els erms mediterranis són importants ecològicament per a tota una sèrie d'espècies vegetals i animals. Moltes plantes hi creixen espontàniament, i tota una població accessòria d'insectes, ocells, rèptils i amfibis viuen en aquests llocs. La destrucció d'aquest hàbitat ha fet minvar fortament les poblacions de certes espècies endèmiques.

## Erm com a metàfora
La paraula "erm" pot tindre un significat poètic o simbòlic. Així un erm es pot referir a un lloc solitari i desolat.
A l'edat mitjana també es referia a un lloc llunyà i aïllat on es retiraven ermitans o ascetes per fer vida meditativa religiosa, allunyats de les temptacions mundanes.